# سوهاج (مركز)
مركز سوهاج، مركز إداري مصري. يقع في محافظة سوهاج الواقعة في جمهورية مصر العربية. القاعدة الإدارية للمركز هي مدينة سوهاج، ويضم كذلك مدينة سوهاج الجديدة.